# Mont-lès-Seurre
Mont-lès-Seurre település Franciaországban, Saône-et-Loire megyében. Lakosainak száma 188 fő (2022. január 1.). Mont-lès-Seurre Trugny, Chivres, Charnay-lès-Chalon, Navilly, Pontoux és Clux-Villeneuve községekkel határos.

## Népesség
A település népességének változása:
| Lakosok száma | 174  | 174  | 179  | 180  | 183  | 183  | 184  | 186  | 188  |
|               | 2013 | 2015 | 2016 | 2017 | 2018 | 2019 | 2020 | 2021 | 2022 |